# Realismo

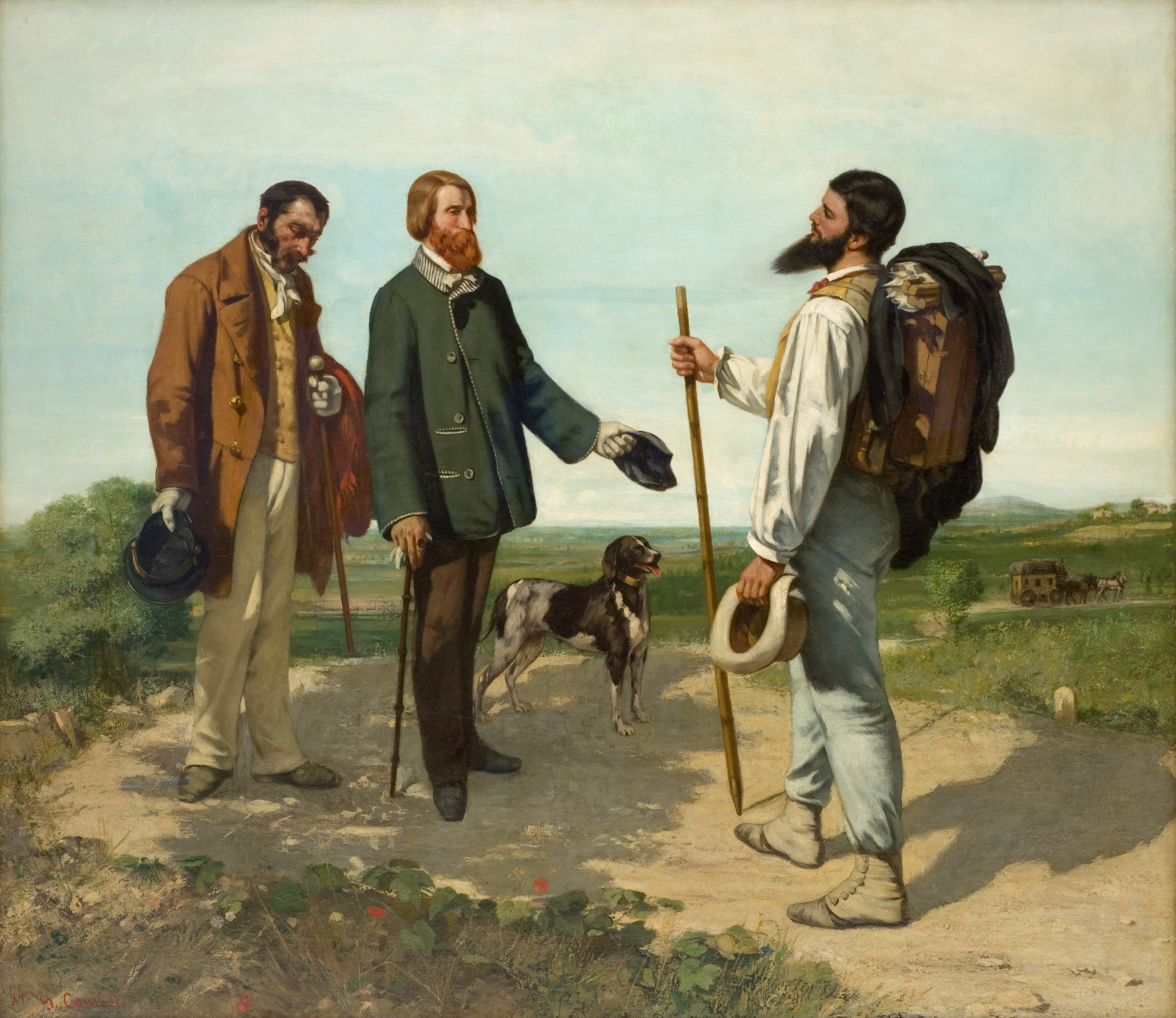
Bonjour, Monsieur Courbet, 1854. A pintura realista de Gustave Courbet.

O realismo foi um movimento artístico e literário surgido nas últimas décadas do século XIX na França, em reação ao romantismo. Baseava-se na representação objetiva da realidade, rejeitando o sentimentalismo e o subjetivismo. Os integrantes desse movimento repudiaram a artificialidade do neoclassicismo e do romantismo, pois sentiam a necessidade de retratar a vida, os problemas e costumes das classes média e baixa não inspirada em modelos do passado. O movimento se estendeu por todo o Ocidente e por alguns outros países e manifestou-se também na escultura e, principalmente, na pintura e em alguns aspectos sociais.

## Características

### Contexto histórico

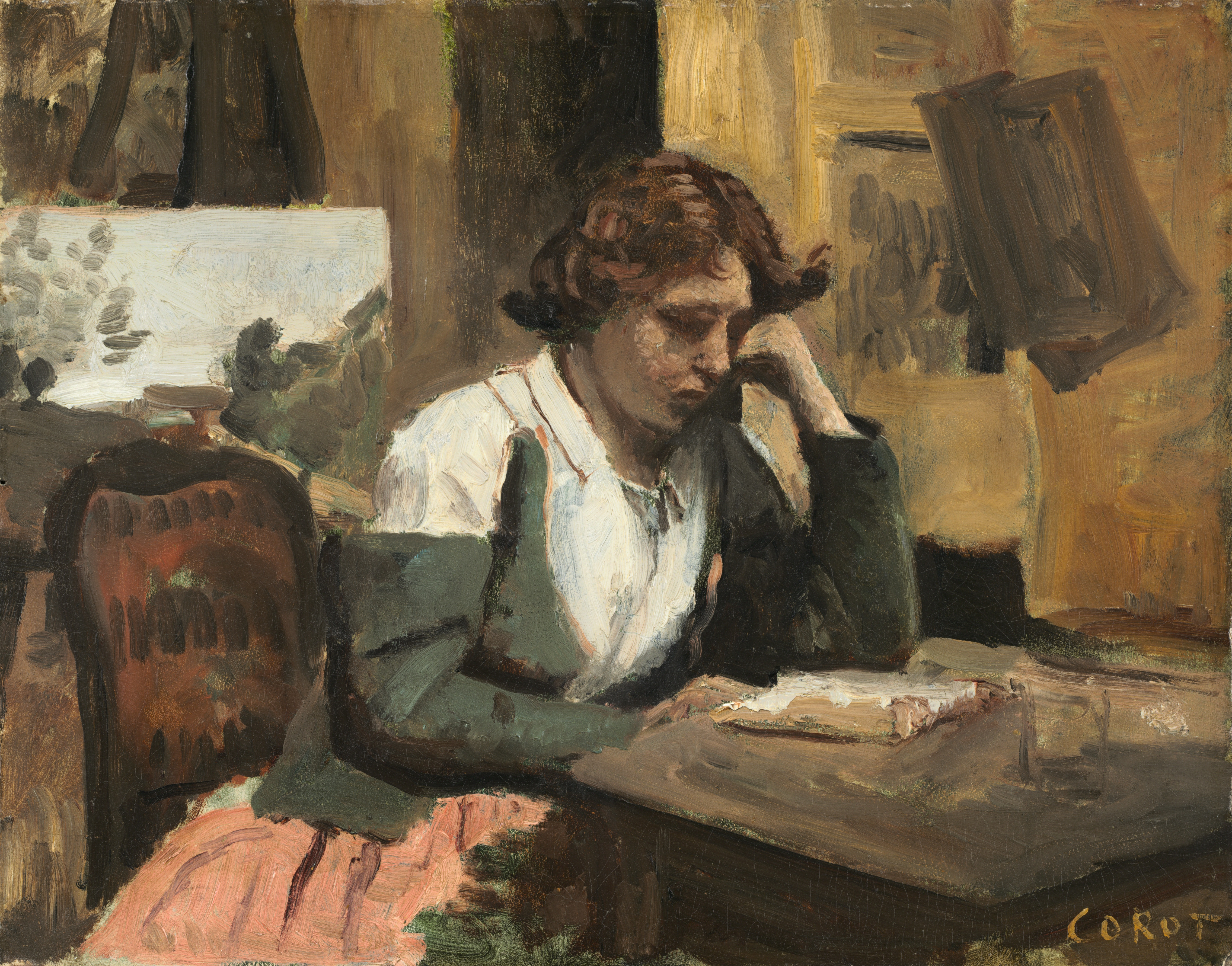
Jean-Baptiste Camille Corot, Jovem Garota Lendo, 1868, Galeria Nacional de Arte.

Entende-se por "realismo literário" um estilo de escrita que toma a realidade como princípio orientador de criação artística por meio da palavra. Neste sentido, o realismo pode ser percebido em texto de qualquer época, desde as primeiras manifestações da humanidade até hoje; mas, como movimento relativamente organizado, começou na segunda metade do século XIX, em França, difundindo-se por todos os países da Europa, com oposição declarada, ou não, ao sentimento romântico. O movimento realista correspondeu à ascensão da pequena burguesia. O pensamento filosófico que exerceu mais influência no surgimento do realismo foi o positivismo. Ao contrário do gosto da alta burguesia, interessada no jogo vazio das formas artísticas (a "arte pela arte"), motivou-a uma arte voltada a solução dos problemas sociais, isto é, uma arte "engajada" de "compromissos", que se colocava também contra o tradicionalismo romântico e procurava incorporar os descobrimentos científicos de seu tempo. O naturalismo é uma espécie de prolongamento do realismo. Não chegaram a ser movimentos literários distintos, tanto é que muitos autores são simultaneamente realistas e naturalistas, sendo o naturalismo cronologicamente posterior ao realismo. Para muitos, o realismo representava uma alternativa do que era visto como um isolamento ou mesmo um elitismo da vanguarda — ponto de vista que ganhou apoio a partir da adoção do realismo socialista como a forma oficial de arte da União Soviética. Contudo, outras vozes insistiam em que a vanguarda possuía um papel a exercer no desenvolvimento de um realismo moderno adequado às condições do século XX.
Realismo não só foi moldado como uma importante escola e períodos da história da literatura, mas também foi uma constante de toda a literatura, a sua primeira formulação teórica foi o princípio da mimesis na Poética de Aristóteles. Em geral, os realistas retratavam temas e situações em contextos contemporâneos do cotidiano, e tentaram descrever indivíduos de todas as classes sociais de uma maneira similar. O idealismo clássico, o emocionalismo romântico e drama foram evitados de forma igual, e muitas vezes os sórdidos ou não cuidados elementos de temas não foram suavizados ou omitidos. O realismo social enfatiza a representação da classe trabalhadora, e os tratam com a mesma seriedade que as outras classes de arte, mas o realismo, como prevenção a artificialidade, no tratamento das relações humanas e as emoções também eram um objetivo do realismo. Tratamentos de assuntos de uma maneira heroica ou sentimental foram igualmente rejeitados.

### Paralelismo com o romantismo
Embora alguns manuais de literatura estabeleçam uma grande ruptura entre as propostas estéticas do romantismo e do realismo, acredita-se que é possível considerar que há um momento de continuidade entre esses dois importantes momentos na história da literatura. O romantismo conquistou o direito de registrar e debater os grandes momentos da história nacional dos países que floresceu; o realismo, a seu modo, amplificou esse interesse e trouxe a reflexão sobre a realidade social e política para o centro das narrativas realistas.
|          | Romantismo                | Realismo   |
| -------- | ------------------------- | ---------- |
| Pessoa   | primeira                  | terceira   |
| Valoriza | o que se idealiza e sente | o que se é |

O termo realismo foi empregado pela primeira vez em 1850 para descrever um novo estilo de pintura e logo se difundiu na literatura. Os realistas literárias de meados do século XIX, foram distinguidos pela sua rejeição deliberada do romantismo. Os realistas literários queriam lidar com personagens comuns da vida real, em vez de heróis românticos em ambientes incomuns. Eles também procuraram evitar línguas floridas e sentimentais por meio de observação cuidadosa e descrição precisa e abordagem que os levaram a rejeitar a poesia em favor de prosa e romance. Realistas muitas vezes combinavam seu interesse na vida cotidiana com uma análise na busca de questões sociais.

## Artes visuais
O realismo fundou uma escola artística que surgiu no século XIX em reação ao romantismo e se desenvolveu baseada na observação da realidade (como contexto social), na razão e na ciência. O realismo, como movimento artístico do século XIX, que se caracterizava pela oposição ao idealismo das escolas clássica, romântica e acadêmica, não deve ser confundindo com técnicas realistas de execução de obras de arte, ou seja, com o esmero do artista em reproduzir as imagens (em artes plásticas) tal qual as vê na realidade. Técnicas realistas de pintura e de escultura existem desde, ao menos, a Antiguidade clássica e foram e continuam sendo utilizadas por diversas escolas (como, a dos surrealistas).
Como movimento artístico, surgiu em França, e sua influência se estendeu a numerosos países. Esta corrente aparece no momento em que ocorrem as primeiras lutas sociais contra o capitalismo progressivamente mais dominador, ao mesmo tempo em que há um crescente respeito pelo fato empiricamente averiguado, pelas ciências exatas e experimentais e pelo progresso técnico. Das influências intelectuais que mais ajudaram no sucesso do realismo denota-se a reação contra as excentricidades românticas e contra as suas idealizações da paixão amorosa. A passagem do romantismo para o realismo corresponde uma mudança do belo e ideal para o real e objetivo.

### Pintura

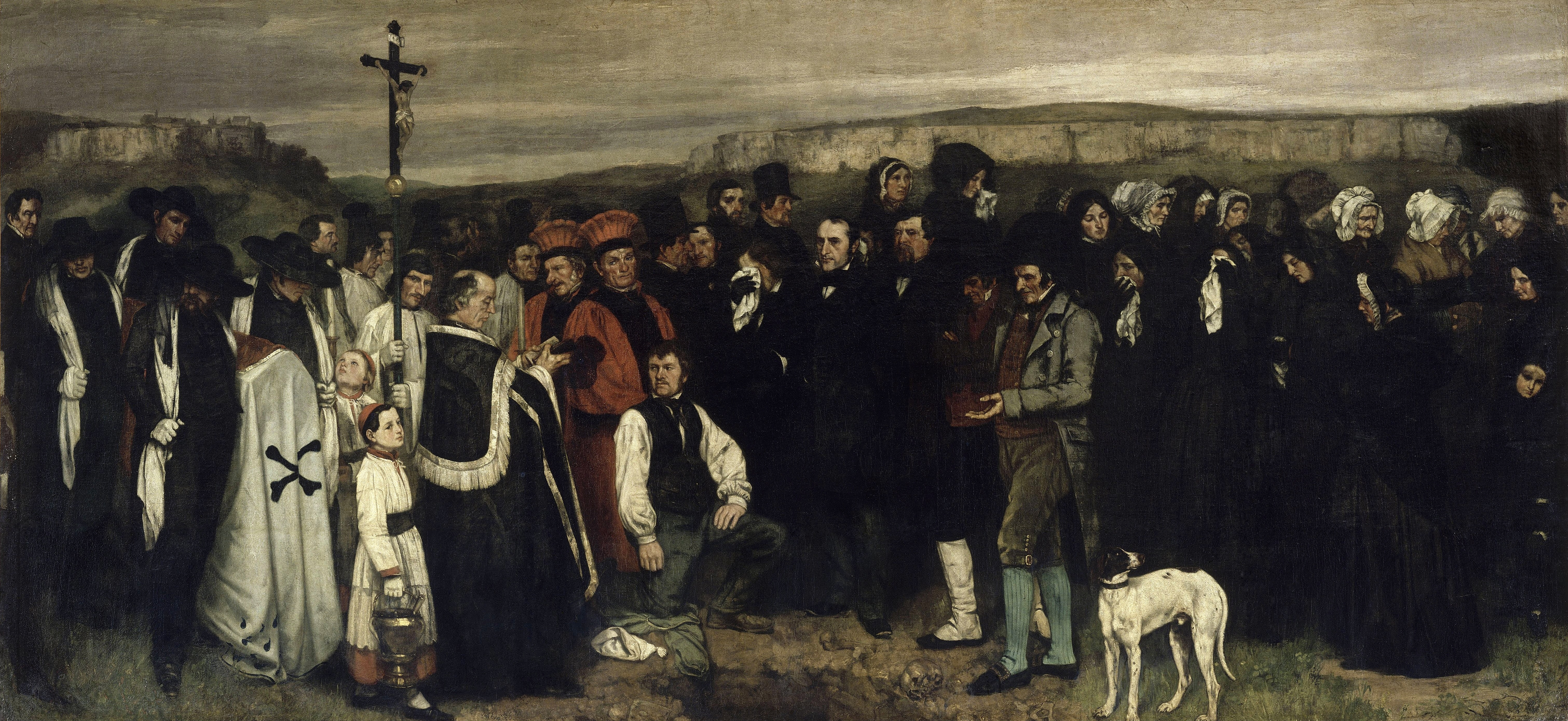
O Enterro em Ornans, de Gustave Courbet, cerca de 1849-50.

Os impressionistas não pintavam temas religiosos, históricos ou relacionados com o que viesse da imaginação. Na realidade, compartilhavam muitas de suas ideias com o pintor realista Gustave Courbet. Courbet, porém, queria pintar a realidade árdua da vida cotidiana, enquanto os impressionistas se concentravam-se em temas agradáveis, belos ou considerados interessantes. Para eles, essa era a realidade de sua vida: não tinha nenhuma mensagem social a transmitir. O historiador Seymour Slive cita que quando se discute o realismo em relação aos pintores de paisagem é importante especificar que esses artistas quase nunca pintavam seus quadros em exteriores. A prática de fazer pinturas ao ar livre só se tornou comum no século XIX. Em épocas anteriores as pinturas de paisagem eram quase sempre compostas nos ateliês. A França foi o país europeu que propôs, desenvolveu e alimentou o realismo durante todo o período de sua permeância na literatura, ou seja, ao longo de toda segunda metade do século XIX. Segundo Massaud Moisés, as artes plásticas francesas foram a primeira manifestação contra a estética romântica:
As suas origens situam-se em França e nas artes plásticas: antes que os literários, os pintores reagiram violentamente contra o romantismo, a pintura idealista e imaginativa, não raro feita de memória. E essa reação divisa a primeira característica do realismo. Em 1850 e 1853, Gustave Courbet (1818-1877) expõe duas obras realistas (O Enterro em Ornans e As Banhistas), nas quais procura traduzir os costumes, o aspecto de sua época, faz arte atual.
A primeira característica divisada por Moisés na pintura daquele momento é justamente a ênfase dada ao "retrato do real", resultando na insatisfação com a expressão subjetiva e desfocada do inventário da realidade que os realistas vão propor a partir daí. Principais pintores realistas:

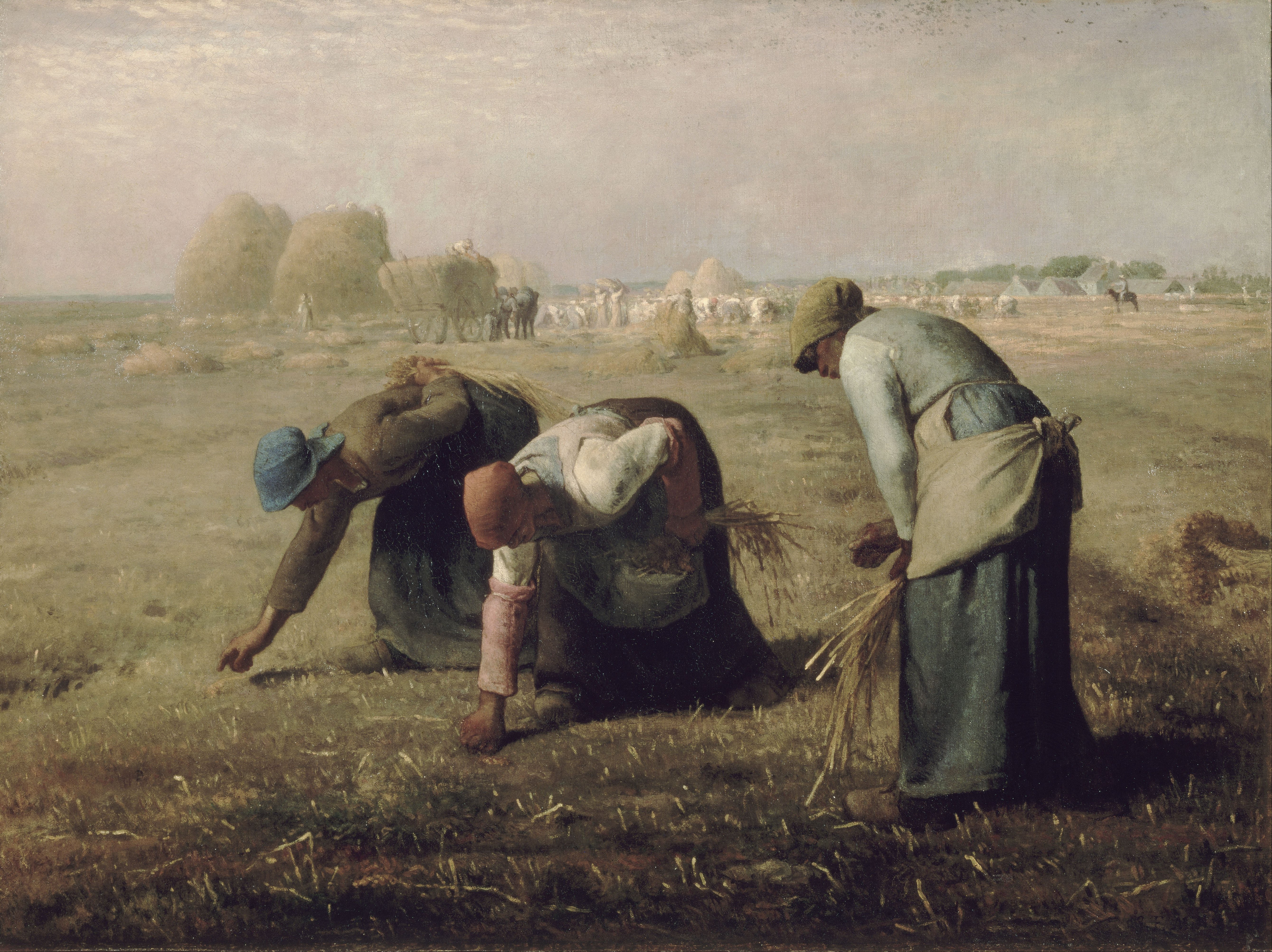
Jean-François Millet, As Catadoras, 1857.

- Édouard Manet era um artista pivô durante o século XIX. Não só o seu trabalho crítico foi de princípios realistas, mas sua arte também desempenhou um papel importante no desenvolvimento do Impressionismo em 1870. Sua obra-prima, Le déjeuner sur l'herbe (O piquenique no bosque), retrata duas mulheres, uma nua, e dois homens vestidos desfrutando um tipo de piquenique. Em consonância com os princípios realistas, Manet baseava todas as figuras de primeiro plano em pessoas vivendo.[17]
- Gustave Courbet é a figura principal do movimento realista na arte do século XIX. Na verdade, Courbet usou o termo realismo quando exibia suas obras, mesmo tendo evitado rótulos. A sinceridade dos realistas em examinar seu ambiente levou a retratação de objetos e imagens que nos últimos séculos artistas tinham considerado indignas de representação — os mundanos e triviais trabalhadores da classe operária e os camponeses, e assim por diante. Além disso, realistas retratavam essas cenas em uma escala e com uma sinceridade e seriedade anteriormente reservadas à grande pintura histórica.[18]
- Honoré Daumier trabalhou como balconista de uma livraria, no Palais Royal, um lugar perfeito para observar todos os passos da vida parisiense. As pessoas que lá ele observava inspiraram sua carreira posterior de caricatura e seu interesse em retratar a classe trabalhadora. Ele escolheu retratar a vida urbana. Era litógrafo assim como pintor e fez muitas litografias para revistas francesas liberais. Pintores realistas eram muitas vezes políticos radicais que queriam transmitir opiniões políticas e sociais em suas obras. As caricaturas de Honoré Daumier, por exemplo, criticaram acidamente a ordem social existente.[19][20]
- Jean-Baptiste Camille Corot tem sido chamado de o último pintor neoclássico, ele também tem sido chamado de o primeiro impressionista. Há verdades em ambas as declarações. Também é verdade que há traços de naturalismo, realismo e romantismo em suas obras. Ele admirava o estilo mais realista, natural da pintura de paisagem no início do século XIX pelo artista, como os pintores ingleses Richard Bonington e John Constable, que estavam determinados a pintar o que viam, e que muitas vezes eram pintadas no local, em vez de artisticamente organizadas paisagens em estúdio.[21]
- Jean-François Millet foi notável por sua interpretação "rigorosamente sincera" da vida rural. Os camponeses mostrados em sua pintura parecem ser "homens subjugados pelas forças da Natureza, mas também soberanos em relação a isso." Millet infundiu sua pintura com uma aura solene, oferecendo ao realismo um significado diferente, menos provocante, mais calmo do que o de Coubert.[22]
- Théodore Rousseau, foi um pintor realista francês, fundador da Escola de Barbizon. É considerado, por alguns, o precursor do Impressionismo.

### Escultura

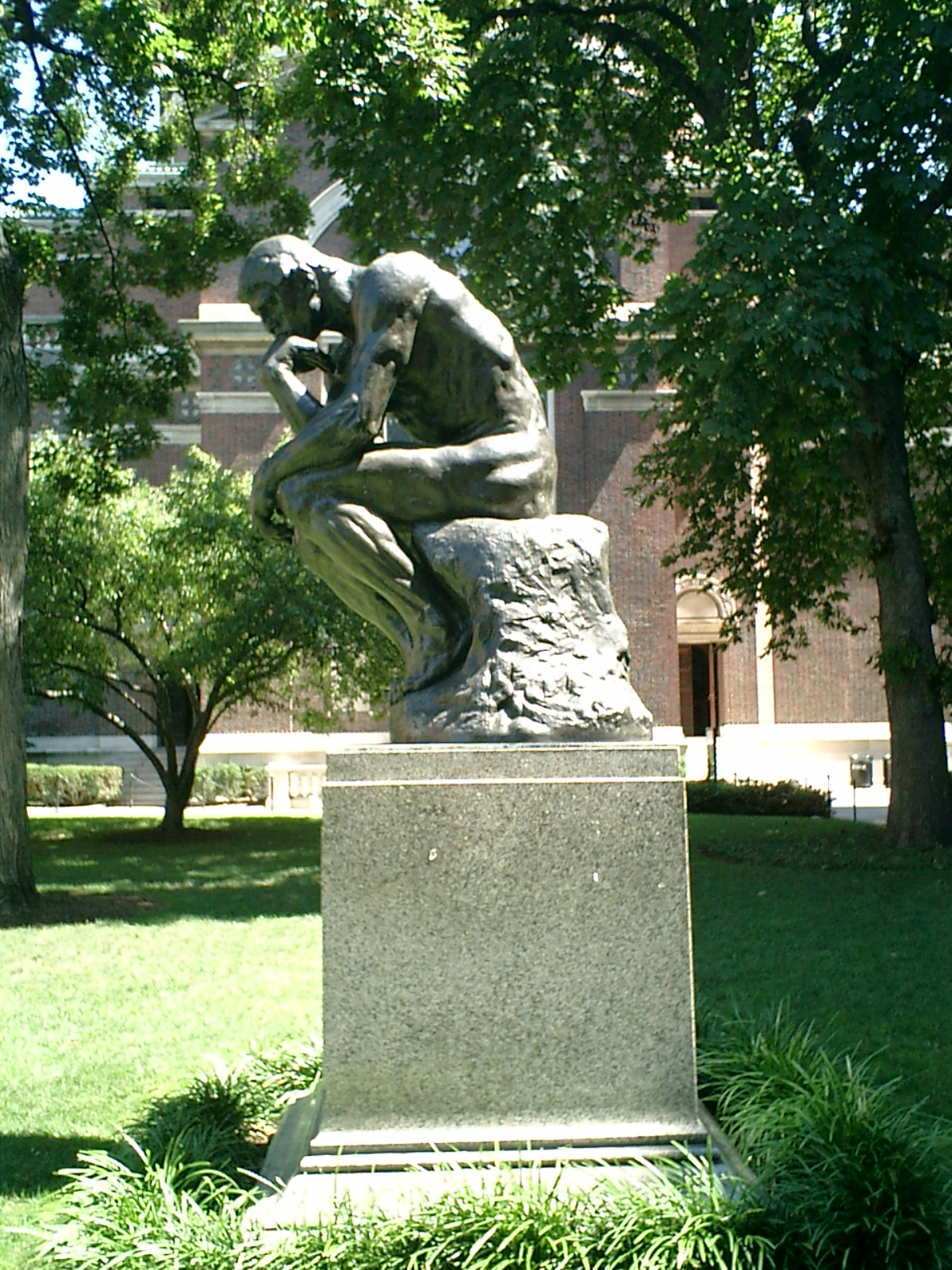
Cópia de O Pensador, de Auguste Rodin. O original encontra-se no Museu Rodin, em Paris.

Neste gênero os escultores, assim como os pintores, preferem temas contemporâneos. Animam-se de intenções políticas e de propósitos doutrinários. Procuram fazer uma escultura social, ao enaltecer os aspectos realistas. Na escultura, o grande representante realista foi o Auguste Rodin (1840-1917), dono de um estilo feito de naturalismo e passionalismo. Era grande admirador de Donatello e Michelangelo, a princípio apreciava os aspectos naturalísticos e, no segundo, a dramaticidade. O escultor não se preocupou com a idealização da realidade. Ao contrário, procurou recriar os seres tais como eles são. Além disso, os escultores preferiam os temas contemporâneos, assumindo muitas vezes uma intenção política em suas obras. Sua característica principal é a fixação do momento significativo de um gesto humano. Para Duílio Battistoni Filho "é difícil julgar Rodin, pois suas obras mais significativas como O Beijo, O Pensador e Balzac, apresentam sugestões patéticas góticas, a luminosidade dos impressionistas e a sobriedade dos gregos". Em resumo: "foi um escultor que valorizou as sensações imediatas".

### Arquitetura
Os arquitetos e engenheiros procuram responder adequadamente às novas necessidades urbanas, criadas pela industrialização. As cidades não exigem mais ricos palácios e templos. Elas precisam de fábricas, estações ferroviárias, armazéns, lojas, bibliotecas, escolas, hospitais e moradias, tanto para os operários quanto para a nova burguesia.

### Teatro

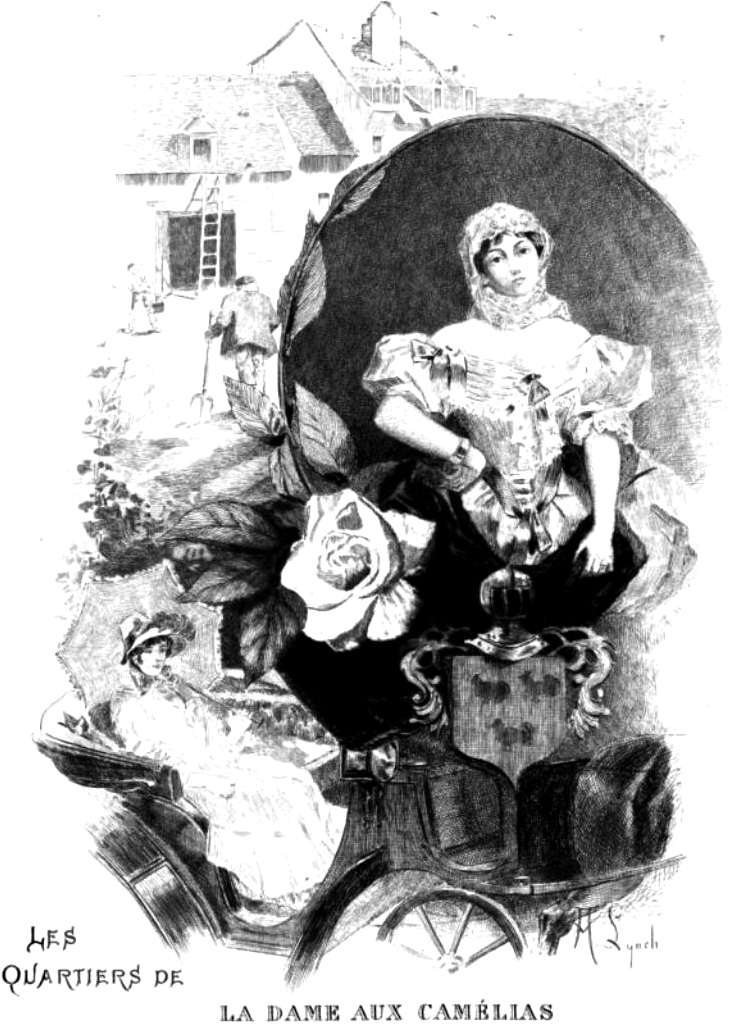
La Dame aux camélias, de Dumas filho (1848).

Com o realismo, problemas do cotidiano das camadas sociais mais baixas ocupam os palcos. O teatro, inclusive o realista e o naturalista, era definido pelo fato de que não só ilustrava o que se desviava da melhor sociedade, mas também suplantava a vida real pela forma do drama. O herói romântico é substituído por personagens do dia-a-dia e a linguagem torna-se coloquial. A primeira grande obra dramática realista é A Dama das Camélias, de fevereiro de 1852, do francês Alexandre Dumas, filho (1824-1895). Essa peça conta a história de uma cortesã que é regenerada pelo amor, dando ao público a constatação de um mundo real, observado, sem fantasiosas e lúdicas vivências, e sim, do dia a dia que explica o comportamento dos personagens apresentados. O realismo teatral francês apresenta a singularidade de combinar descrição com prescrição. Assim, em Les Filles de Marbre (1853), por exemplo, Barrière e Thiboust não se contentam em descrever o universo da prostituição ou os males que uma prostituta pode causar a um jovem inexperiente. Eles introduzem um raisonneur — personagem típico da comédia realista — que didaticamente expõe o pensamento dos autores em relação a esse problema social. Em algumas peças teatrais como Le Mariage d'Olympe (1855), de Augier; De Demi-monde (1855), de Dumas Filho; e Dalila (1857), de Feuillet a prostituição é abordada com variações sobre o mesmo tema. O teatro, tanto naturalista quanto realista, era definido pelo fato de que não só ilustrava o que se desviava da melhor sociedade, mas também suplantava a vida real pela forma do drama.
Fora da França, um dos expoentes é o norueguês Henrik Ibsen (1828-1906), citado como o primeiro grande nome a despontar no realismo. Em Casa de Bonecas, por exemplo, trata da situação social da mulher. Em obra Espectros, Ibsen desenvolve um comentário cáustico sobre a moralidade da sociedade norueguesa da época. O drama foi tratado duramente pelos críticos por abrir completamente a moral da sociedade ao falar de promiscuidade e doenças venéreas. São importantes também o dramaturgo e escritor russo Máximo Gorki (1868-1936), autor de Ralé e Os Pequenos Burgueses, e o alemão Gerhart Hauptmann (1862-1946), autor de Os Tecelões.

## O realismo na literatura
Motivados pelas teorias científicas e filosóficas da época, os escritores realistas desejavam retratar o homem e a sociedade em sua totalidade. Não bastava mostrar a face sonhadora ou idealizada da vida, como fizeram os românticos; desejaram mostrar a face nunca antes revelada: a do cotidiano massacrante, do amor adúltero, da falsidade e do egoísmo humano, da impotência do homem comum diante dos poderosos.
Uma característica do romance realista é o seu poder de crítica, adotando uma objetividade que faltou ao romantismo. Grandes escritores realistas descrevem o que está errado de forma natural, ou por meio de histórias como Machado de Assis. Se um autor desejasse criticar a postura de alguma entidade, não escreveria um soneto para tanto, porém escreveria histórias que envolvessem-na de forma a inserir nessas histórias o que eles julgam ser a entidade e como as pessoas reagem a ela.
Em lugar do egocentrismo romântico, verifica-se um enorme interesse de descrever, analisar e até em criticar a realidade. A visão subjetiva e parcial da realidade é substituída pela visão objetiva, sem distorções. Dessa forma os realistas procuram apontar falhas talvez como modo de estimular a mudança das instituições e dos comportamentos humanos. Em lugar de heróis, surgem pessoas comuns, cheias de problemas e limitações. Na Europa, o realismo teve início com a publicação do romance realista Madame Bovary (1857) de Gustave Flaubert.
Alguns expoentes do realismo europeu: Gustave Flaubert, Honoré de Balzac, Eça de Queirós, Charles Dickens.

## Realismo no Brasil
No Brasil, entre as décadas de 1870 e 1880, as formas do romantismo já se haviam convencionalizado. O culto a natureza, o panegírico da pátria e o sentimentalismo, dividindo entre os arroubos patéticos e o pudor receoso despertaram o fastio de alguns jovens poetas. As práticas estéticas românticas, além do mais, estavam extremamente associadas ao modus vivendi do Segundo Império, de maneira que sua composição estética nasceria em meio aos anseios de uma geração, apologista de República e de abolição da escravatura. Antes mesmo do parnasianismo se instalar com sucesso no Brasil, surgiu uma tendência chamada de "realista" na poesia nacional. Naquele tempo, "realista" significava, antes de tudo, antirromântico, e o modelo adotado por esses poetas seria Baudelaire, o que teve como resultado o empréstimo de alguns expedientes de As Flores do Mal pelos poetas brasileiros. Assim, em 1881, houve um marco na literatura no Brasil, Aluísio Azevedo publica O Mulato (primeiro romance naturalista brasileiro) e Machado de Assis publica Memórias Póstumas de Brás Cubas (primeiro romance realista do Brasil).

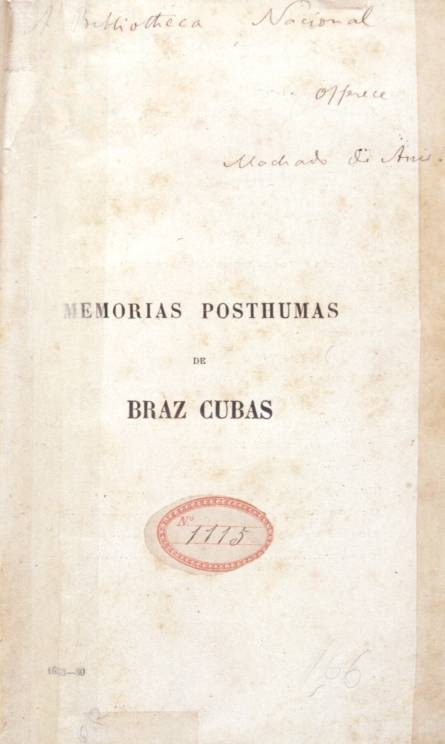
De Machado de Assis, Memórias Póstumas de Brás Cubas, Fundação Biblioteca Nacional.

Machado de Assis foi um grande crítico e escritor do realismo e também do romantismo no Brasil, suas principais obras foram: Memórias Póstumas de Brás Cubas, Quincas Borba e Dom Casmurro. No artigo "Instinto de Nacionalidade" (1899), Machado critica o principal ponto de honra do romantismo brasileiro: o tema nacionalista. Ele vai dizer, em poucas palavras, que para ser brasileiro não é necessário falar sempre de imagens nacionalistas ou de símbolos — como a natureza exuberante do Brasil, ou mesmo a figura do índio como marca nacional. Em relação ao realismo, Machado sempre se manteve alheio aos preceitos explícitos da Escola. Para Carlos Fuentes, a produção de Machado de Assis é um verdadeiro milagre no contexto limitado do realismo latino-americano, pois:
O romance oitocentista hispano-americano, ao contrário, não se atreve a abandonar um preceituário que constitui o enganoso chamariz da modernidade: primeiro o romantismo, depois o realismo, por fim o naturalismo. O romantismo, escreve Machado de Assis, é um cavaleiro que estafou o seu próprio corcel "a tal, ponto que o foi preciso deixá-lo à margem, onde o realismo o veio achar, comido de lazeira e vermes, e, por compaixão, o transportou para seus livros". As informações absurdas do período das independências pautaram-se em uma civilização Nescafé: poderíamos ser instantaneamente modernos abolindo o passado, negando a tradição. O gênio de Machado reside no contrário: não há criação sem tradição que a nutra, assim como não há tradição sem criação que a renove.
Desde o seu início, o realismo brasileiro foi sobre tudo urbano, no mais das vezes retratando a vida na cidade do Rio de Janeiro, como já fazia em pleno romantismo, um precursor do realismo, Manuel Antônio de Almeida (1831-1861). A novela de Manuel Antônio de Almeida ocupa um lugar especial no cenário da ficção romântica brasileira, graças à sua originalidade, seu único romance, Memórias de um Sargento de Milícias, publicado em 1852-53 sob a forma de folhetins, difere em muitos aspectos dos romances comumente publicados em folhetins do século XIX, o que explica sua franca popularidade na época, e sua maior aceitação na posteridade. Suas narrações ganharam um caráter cômico e, ao mesmo tempo, observador, que o aproxima muito do realismo, mas com características arcaicas. Por essas razões Manuel Antônio de Almeida é considerado um escritor em transição do romantismo para o realismo. Embora ainda pertencendo à época romântica e não podendo ser consideradas realistas em sentido escrito, as Memórias são, de acordo com Alfredo Bori, "de franca aderência à realidade média", então "isentas de qualquer traço idealizante" e recorrem a um "método objetivo de composição".
Nas últimas décadas do século XIX, observa-se que os escritores passaram a demostrar uma preocupação com uma descrição mais detalhada dos costumes orientais, sob manifestações humanas, tais como gestos, palavras e atitudes, e, procuraram apresentar também, animais e árvores dentro de paisagens típicas. Com o declínio da poesia romântica e sob influência do realismo, apareceu o movimento parnasianista que repudiou a expressão do Eu. Os princípios dessa escola impuseram a impersonalidade, o cuidado artístico e os poetas passaram a prender-se mais ainda que Vitor Hugo, ao esplendor do estilo, à riqueza das rimas. Leconte de Lisle, que foi uma das figuras mais influentes desse movimento no Brasil, apresentou quadros com precisão impressionante, resultados da observação direta e de informações tiradas da arqueologia ou da história natural. Sob a sua influência, e de Gustave Flaubert, Olavo Bilac fez sonetos sobre crenças religiosas que foram conhecidas sucessivamente pela humanidade e sobre costumes de civilizações antigas. Bilac descreveu os países exóticos e suas religiões em "A Missão de Purna", como havia feito Leconte de Lisle em "Les Paraboles de Dom Guy" e "Djihan-Ara". Provavelmente sobre a influência de Salombo de Flaubert, escreveu "Delenda Cartago" e "Panoplias" onde fez uso de cores e imagens do poeta francês.

## Realismo em Portugal

### Antecedentes
Os críticos e historiadores identificaram três diferentes momentos na literatura portuguesa romântica. O primeiro momento é de introdução das novas ideias. Ele se personifica nas figuras de Almeida Garrett, Alexandre Herculano e António Feliciano de Castilho. Os três escritores foram aqueles que implementaram a semente da nova estética, mas que permaneceram bastante ligados às velhas concepções, ainda embebidos da mentalidade árcade. O segundo momento ficou conhecido como Ultrarromantismo, período de ápice da estética romântica, quando se afirma o nome de, entre outros autores, Camilo Castelo Branco. Na poesia, o Ultrarromantismo viu surgir poetas como Soares de Passos, que produziram composições marcadas pelo exacerbamento amoroso e pelo exagero sentimental e subjetivo. O terceiro e último momento do romantismo é aquele que assiste à transição para o realismo. O marco para estas passagens é a polêmica literária que ficou conhecida como "A Questão Coimbrã" ou a "Questão do Bom Senso e do Bom Gosto". O Ultrarromantismo português desenvolveu-se em torno da cidade do Porto e de Coimbra com origem através da prosa de Camilo Castelo Branco, e o poeta típico Soares de Passos. Sua obra Ultrarrealista era considerada 'piegas'. "Noivado do Sepulcro" (Poesias, 1855), uma balada funérea, completamente distante da realidade portuguesa era a obra mais executada nos saraus da literários da época. Viam-na como um modismo importado desprovido de qualquer sentido artístico.

### Surgimento
A primeira manifestação do realismo literário em Portugal deu-se inicialmente após 1865, devido à polêmica Questão Coimbrã e às Conferências do Casino, como resposta à artificialidade, formalidade e aos exageros do romantismo de uma sentimentalidade mórbida. Nas palavras de Teófilo Braga “a dissolução do romantismo”. Nela se manifestaram pela primeira vez as novas ideias e o novo gosto de uma geração contemporânea que reagia contra o marasmo em que tinha caído o romantismo. Eça de Queirós é apontado, junto a Antero de Quental, como o autor que introduz este movimento no país junto ao naturalismo, sendo o romance social, psicológico e de tese a principal forma de expressão. Antero de Quental era o líder dos jovens poetas coimbreses, ele respondeu o texto de António Feliciano de Castilho, que com seu livro Poema da Mocidade (1865) fazia um posfácio com duras alusões à geração de jovens da Universidade de Coimbra — especialmente ao próprio Antero, a Teófilo Braga e Vieira de Castro — com o texto da polêmica do Bom Senso e Bom Gosto. Já o realismo literário de Eça de Queirós no romance O Crime do padre Amaro faz uma crítica violenta a vida social portuguesa, denuncia a corrupção do clero e da hipocrisia dos valores burgueses. Com exceção de Teófilo Braga, que permaneceu fiel à filosofia positivista, os realistas evoluíram de uma posição de crítica radical para uma visão mais humanistas das artes e da literatura.
O segundo episódio verificou-se em 1871 nas Conferências do Casino (ou Conferências Democráticas do Casino). Nessa nova manifestação da chamada Geração de 70, os contornos do que seria o realismo apareceram desenhados com maior nitidez, especialmente através da conferência realizada por Eça de Queirós intitulada O realismo como nova expressão da arte. Sob a influência do Cenáculo, e da sua figura central, Antero de Quental, Eça funde as teorias de Taine, do determinismo social e da hereditariedade com as posições estético-sociais de Proudhon. Atacando o estado das letras nacionais e propôs uma nova arte, uma arte revolucionária, que respondesse ao "espírito dos tempos" (zeitgeist), uma arte que agisse como regeneradora da consciência social, que pintasse o real sem floreados. Para Eça só uma arte que mostrasse efectivamente como era a realidade, mesmo que isso implicasse entrar em campos sórdidos, poderia fazer um diagnóstico do meio social, com vista à sua cura. Assim reagia contra o espírito da arte pela arte, visando mostrar os problemas morais e assim contribuir para aperfeiçoar a Humanidade. Com este cientificismo, Eça de Queirós já situava o realismo na sua posição extrema de naturalismo.
Houve reações: Pinheiro Chagas atacou Eça. Luciano Cordeiro argumentou que ele próprio já tinha defendido posições parecidas.

### Implementação cultural
A implantação efetiva do realismo dá-se com a publicação do O Crime do Padre Amaro, seguida, dois anos mais tarde, pelo O Primo Basílio, obras ambas de Eça, que são caracterizadas por métodos de narração e descrição baseados numa minuciosa observação e análise dos tipos sociais, físicos e psicológicos, aparecendo os factores como o meio, a educação e a hereditariedade a determinarem o carácter moral das personagens. São romances que têm afinidade com os de Émile Zola, com o intuito de crítica de costumes e de reforma social.
O primeiro desses romances foi acolhido pelos críticos de então com um silêncio generalizado. O segundo provocou escândalo aberto. E a polêmica e a oposição entre realismo e romantismo estala definitivamente. Pinheiro Chagas ataca Eça considerando-o antipatriota, pelo modo como apresenta a sociedade portuguesa. Chegaram a aparecer panfletos acusando os realistas de desmoralização das famílias (Carlos Alberto Freire de Andrade: A escola realista, opúsculo oferecido às mães).
Camilo Castelo Branco parodiou o realismo com Eusébio Macário (1879) e voltou a parodiar com A Corja (1880). Mas curiosamente, mesmo através da paródia, Camilo absorveu a nova escola, como é nítido na novela A Brasileira de Prazins. (1882).
Entretanto o paladino do realismo, Eça, desorientou os seus seguidores ortodoxos com a publicação de O Mandarim. O que faz com que Silva Pinto (1848-1911) que tinha exposto a teoria da escola realista e elogiado Eça num panfleto intitulado Do Realismo na Arte, vai agora atacar Eça em Realismos, ridicularizando o novo estilo deste. Reis Dâmaso, na Revista de Estudos Livres vai-se insurgir contra a publicação de O Mandarim acusando Eça de ter atraiçoado o movimento. Estas acusações não eram infundadas porque de facto Eça já estava a descolar de um realismo ortodoxo para o seu estilo mais pessoal onde o seu humor e a sua fantasia se aliam num estilo único.
Desde a implantação do realismo com a conferência de Eça, o movimento logrou um núcleo de apoiantes que se desmultiplicaram em explicar e defender o seu credo estético. Esse núcleo resvalou, em geral, para uma posição mais extremadamente Realista, o naturalismo, tornando-se ortodoxo e dogmático. Os defensores dessa posição são José António dos Reis Dâmaso (1850-1895) e Júlio Lourenço Pinto (1842-1907) autor da Estética naturalista, que pretendia ser um evangelho do naturalismo. No entanto esses dois autores são fracos do ponto de vista literário e totalmente esquecidos hoje em dia.
Aqueles que não enveredaram por posições tão rígidas estão menos esquecidos, como Luís de Magalhães, que nos deixou O Brasileiro Soares (1886), livro prefaciado por Eça. Outros nomes são Trindade Coelho, Fialho de Almeida e Teixeira de Queirós.
Por volta de 1890 o realismo/naturalismo tinha perdido o seu ímpeto em Portugal. Em 1893, o próprio Eça o declarava morto nas Notas Contemporâneas: “o homem experimental, de observação positiva, todo estabelecido sobre documentos, findou (se é que jamais existiu, a não ser em teoria).
Embora por vezes doutrinariamente fraco e/ou confuso o realismo em Portugal apresenta-se por isso mesmo, mais do que um movimento consistente, como uma tendência estética, um sentir novo, que se opôs ao idealismo e ao romantismo. A sua consequência mais importante foi a introdução em Portugal às influências estrangeiras nos vários domínios do saber. Alargando as escolhas literárias e renovando um meio literário que estava muito fechado sobre si mesmo.

## Continuidade e repercussão

### Neorrealismo italiano

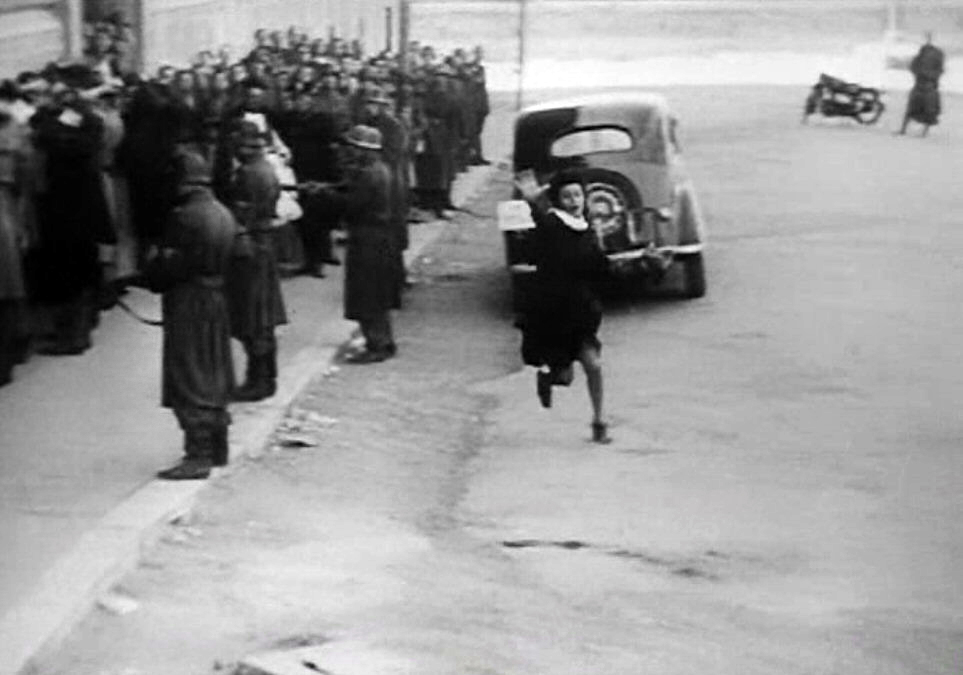
Captura de uma das cenas de Roma, Cidade Aberta (1945).

O período do pós-guerra na Itália fez com que vários cineastas começassem a trabalhar com o objetivo de revelar as condições sociais contemporâneas. Essa tendência tornou-se conhecida como movimento neorrealista (1942 — 1951). O cinema rodado com atores apanhados pelas ruas, a realidade fixada sem manipulações e sem preconceitos: essas são algumas fórmulas dentro das quais se tentou sintetizar a experiência do cinema neorrealista italiano. De fato, um dos pontos fortes do neorrealismo foi a capacidade de assimilar e adaptar à realidade italiana modelos cinematográficos e literários diferentes, num clima de frenética atualização vivida, como a reação ao fechamento da cultura fascista. Entretanto, as esperanças de florescimento foram desaparecendo. Entre as causas, a restauração política pós-eleições de 1948. Ela solidificou o polo conservador representado pela Democracia Cristã, que não favorecia um cinema de oposição. Com a exibição de Roma, Città Aperta, em setembro de 1945, o cinema passa a ocupar um papel de destaque na cultura italiana do pós-guerra. O protagonista desse renascimento do cinematográfico é o neorrealismo. Luchino Visconti atribui a paternidade do termo a Mario Serandrei, que o havia empregado ao se referir a Ossessione (1943), do qual fora montador: "Não sei como poderia definir esse tipo de cinema se não com o epíteto de 'neo-realístico'". Segundo outros autores, teria sido cunhado pelo crítico Umberto Barbaro, que o havia usado ao resenhar o filme Quai des Brumes, de Marcel Carné, na revista Film, a 5 de junho de 1943. O nome, dessa forma, nascia dois anos antes do que o próprio fenômeno. Esses dois anos, entretanto, são importantes para o amadurecimento do neorrealismo, em face dos eventos que se sucederam na península itálica.
Uma questão que tem sido debatida nos campos das artes e das ciências, mas que para o cinema em específico tornou-se primordial com o surgimento do neorrealismo italiano após a Segunda Guerra Mundial, foi a de "como conseguir aprender o real"? Para os cineastas que desejavam narrar a experiência do mundo esfacelado do pós-guerra e configurado em termos maniqueístas entre potências do Ocidente e do mundo soviético, era fundamental criar outras formas de produção fora do padrão do grande cinema industrial e da narrativa clássica, porque ela correspondia valores do mundo em que não se acreditava mais. No campo das artes, de acordo com Parente, "nenhum artista se achava abstrato, ilusionista, quimérico, fantasioso": o que diferencia e o que muda no trabalho dos artistas seria apenas a realidade. No cinema direto, essa questão estava ligada à necessidade de empregar uma técnica e métodos que interferissem pouco no real, tal como os procedimentos adotados em documentário, no qual o som é sincronizado. Para ele, o rela não tem duplo, no sentido de que ele é singular, ou seja, é um conjunto de acontecimentos não representativos e de objetos não identificáveis.

### Realismo socialista

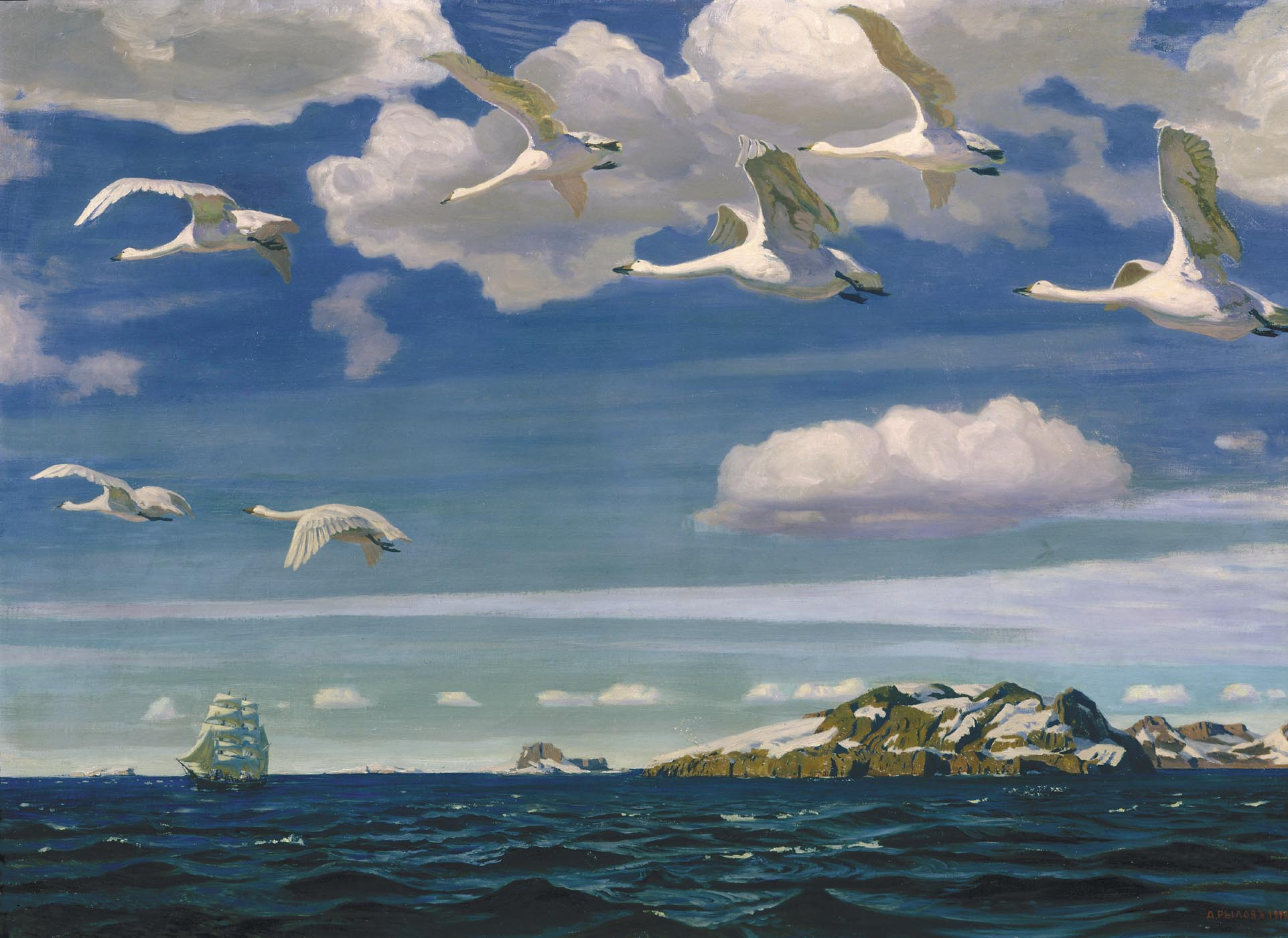
Na Extensão Azul (1918), de Arkady Rylov.

O realismo socialista é a linguagem estética adotada oficialmente desde os anos trinta pelos governos da antiga União Soviética e de outros países comunistas. Por ocasião do Primeiro Congresso de Todos os Sindicatos dos Escritores Soviéticos, realizado em Moscou em 1934, declarou-se que o realismo socialista deveria ser o estilo artístico oficial da União Soviética. Congressos semelhantes designados às outras artes seguiram-se a ele, proclamando que o realismo socialista era também o único tipo de arte aceitável. A produção de uma arte de propaganda ligada à ideologia revolucionária e facilmente apreensível pelas massas foi encorajada pelo Comité Central do partido bolchevique desde os primeiros anos após a Revolução de Outubro. A partir de 1917, o governo comunista estava exercendo cada vez mais a centralização e controle da produção cultural, procedendo então à nacionalização dos museus e das coleções de arte privadas. A partir de 1934, todos os artistas tiveram de fazer parte do Sindicato dos Artistas Soviéticos controlado pelo Estado e de criar obras segundo o modelo aceito. O realismo socialista, fundado sobre regras gramaticais rígidas e limitadas, abrangia um espectro temático que incluía cenas populares, paisagens rurais e urbanas, a representação de atividades cotidianas do proletariado ou do Exército Vermelho e o retrato (geralmente dos grandes dirigentes e dos heróis da revolução).
Os três princípios condutores do realismo socialista foram a lealdade ao partido (partiinose), a apresentação de uma ideologia correta (ideinost) e a acessibilidade (narodnost). O mérito artístico era determinado pelo grau com que uma obra contribuísse para a construção do socialismo; aquela que não contribuísse tais requisitos era descartada. Confrontados com este brutal processo de limitação da liberdade de expressão, grande parte dos artistas ligados aos movimentos de vanguarda (como o construtivismo, o raionismo e o suprematismo), pioneiros na produção de uma arte nova, ligada ao nascimento da União Soviética e ao processo revolucionário, foram levados à emigração. Entre estes contavam-se Marc Chagall, Naum Gabo (1890-1977), Wassily Kandinsky, Antoine Pevsner (1886-1962). Este movimento destinava-se a glorificar o Estado e a celebrar a superioridade de uma nova sociedade sem classes que estava sendo construída pelos soviéticos. O realismo de socialista de 1930 estendeu o princípio da partiinost "a todo domínio da cultura", como observou Henri Arvon, reduzindo portanto os artistas e escritores à condição de "espectadores dóceis explicando as decisões políticas do Comitê Central e dos déspotas do partido".

### Recepção
O realismo clássico prevaleceu sobre as demais perspectivas até meados de 1970. Nessa década, houve uma reação face às concepções teóricas tradicionais, por não mais refletirem o cenário internacional. A influência do neorrealismo italiano na inspiração da cinematografia de vários diretores iranianos, inclusive Abbas Kiarostami e Makhmalbaf, fica claro no depoimento de Kiarostami, em 1999:
O cinema italiano mostrou-nos direta e claramente pessoas nas suas vidas normais, e eu pensei: "até o meu vizinho pode ser herói de um filme, o meu pai pode ser o centro de um filme". O neorrealismo teve um grande efeito sobre mim também porque eu era muito novo (quinze anos).

## Galeria

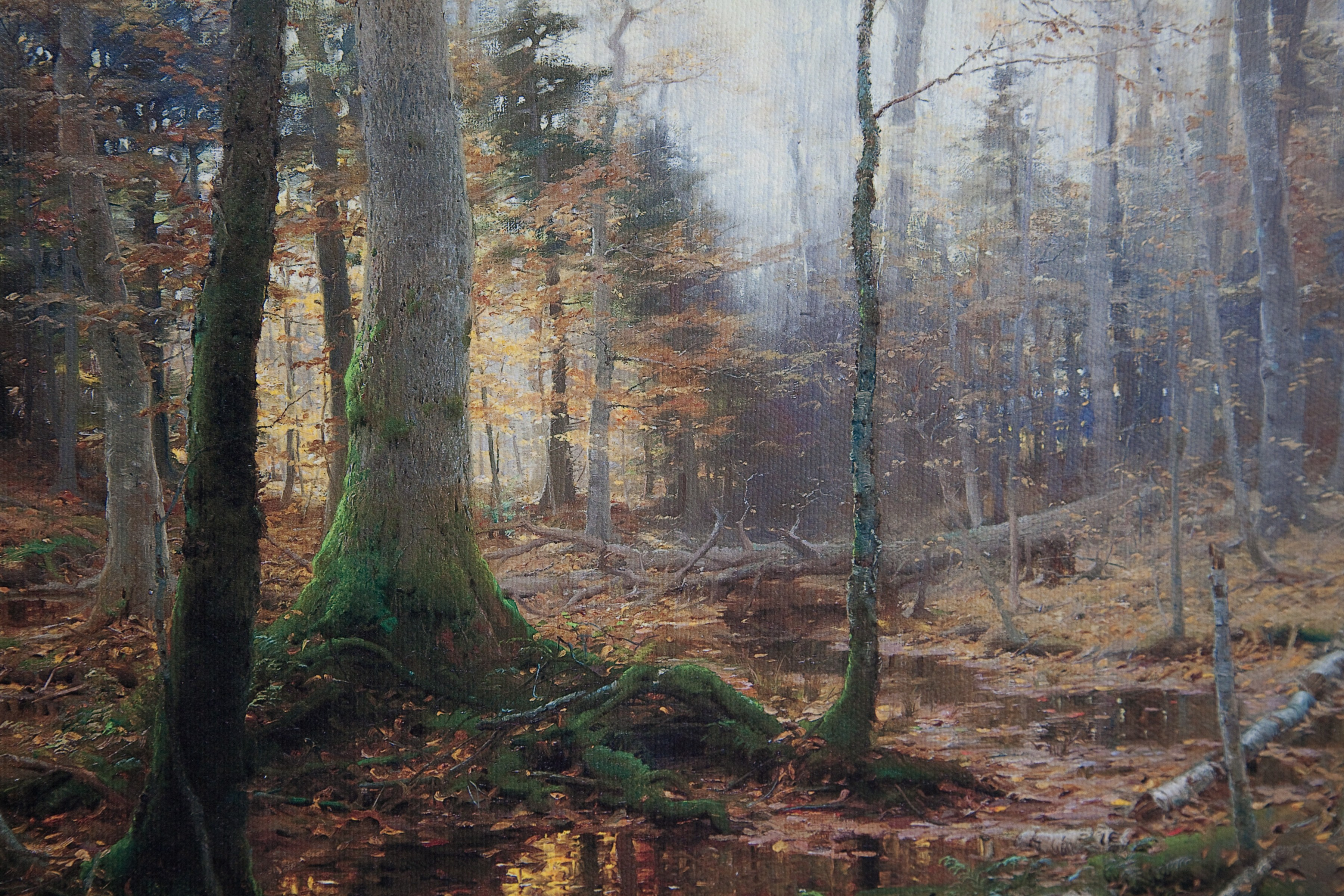
Monarcas Caídos (1886), de William Bliss Baker
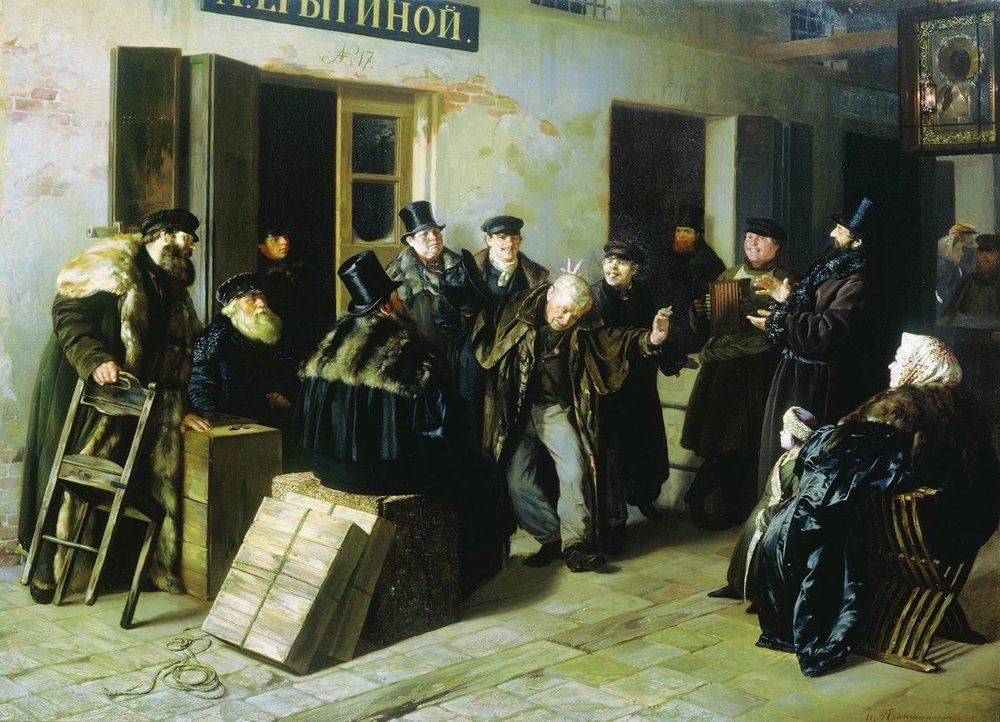
Visita ao Pobre (1874), de Vladimir Makovsky
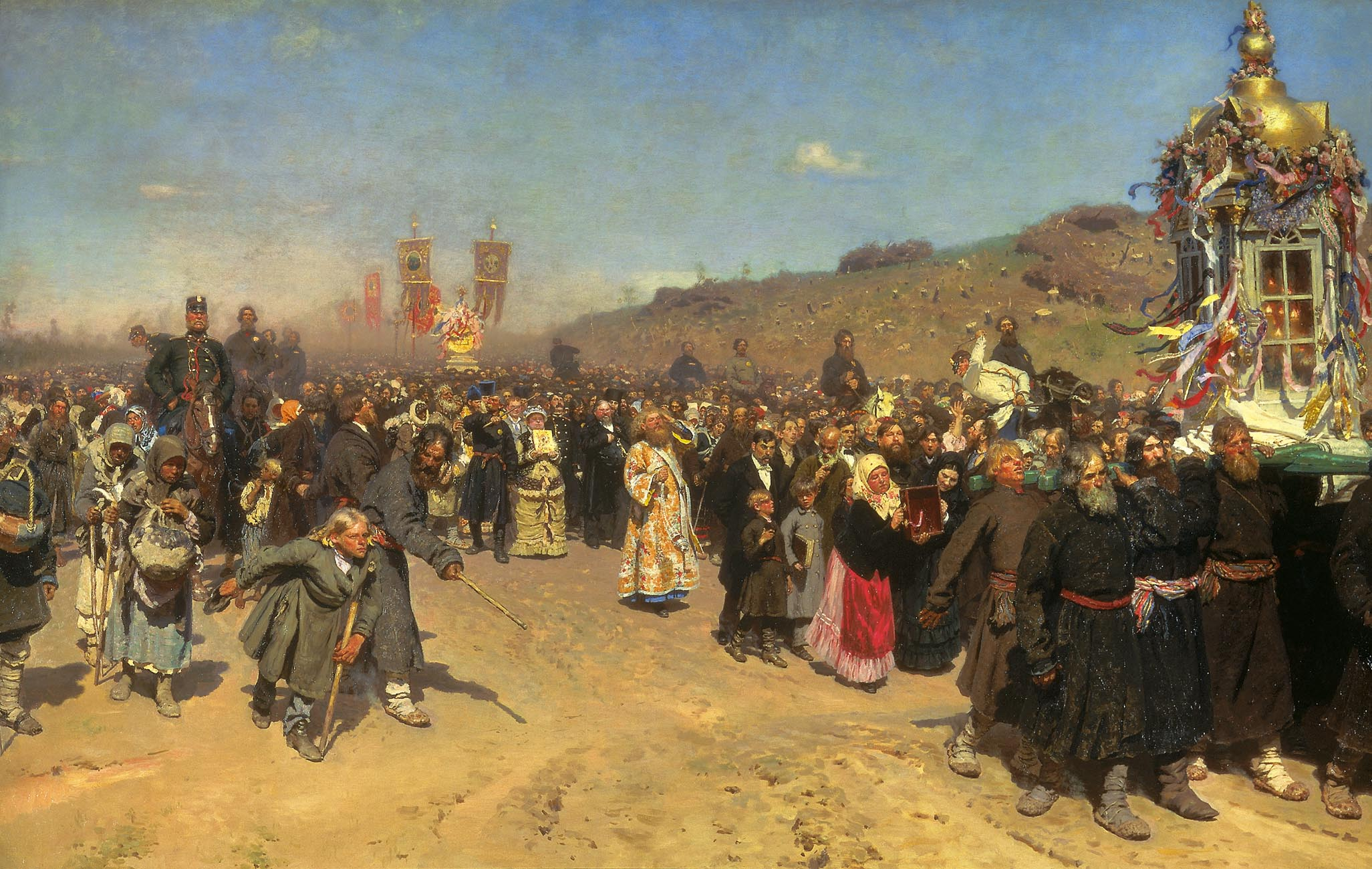
Procissão na região de Kursk (1880-1883), de Ilya Repin
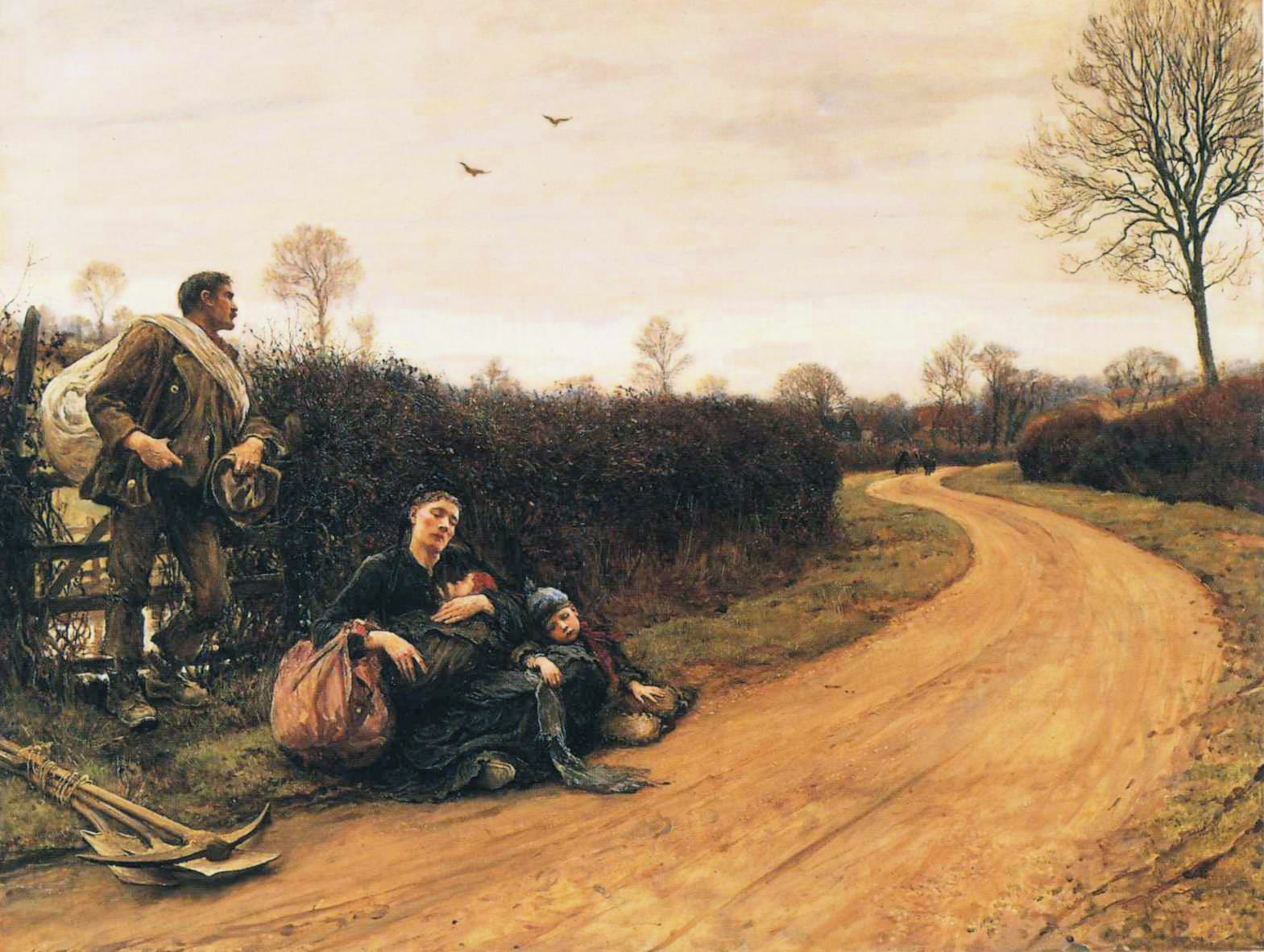
Tempos Difíceis (1885), de Hubert von Herkomer
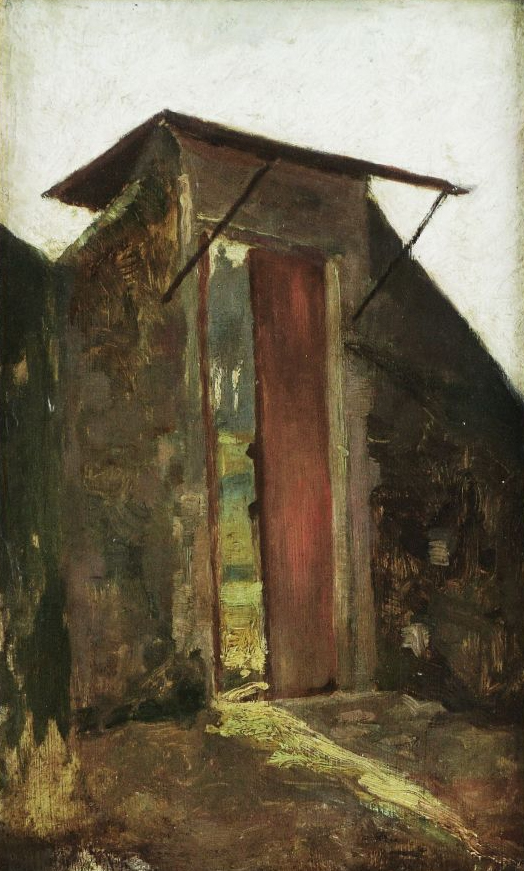
Portão no Campo (1901) por Marques de Oliveira